# Sigurd (Reyer)
Sigurd és una òpera en quatre actes composta per Ernest Reyer sobre un llibret francès de Camille du Locle i Alfred Blau, basat en el Cant dels Nibelungs. S'estrenà al Théâtre de la Monnaie de Brussel·les el 7 de gener de 1884.
En aquesta estrena, també debutà en el rol de Brunehilde, la cantant francesa Meuniez de Caron acompanyada del seu compatriota, el baríton també francès Maurice Renaud.